# Gianni Agnelli

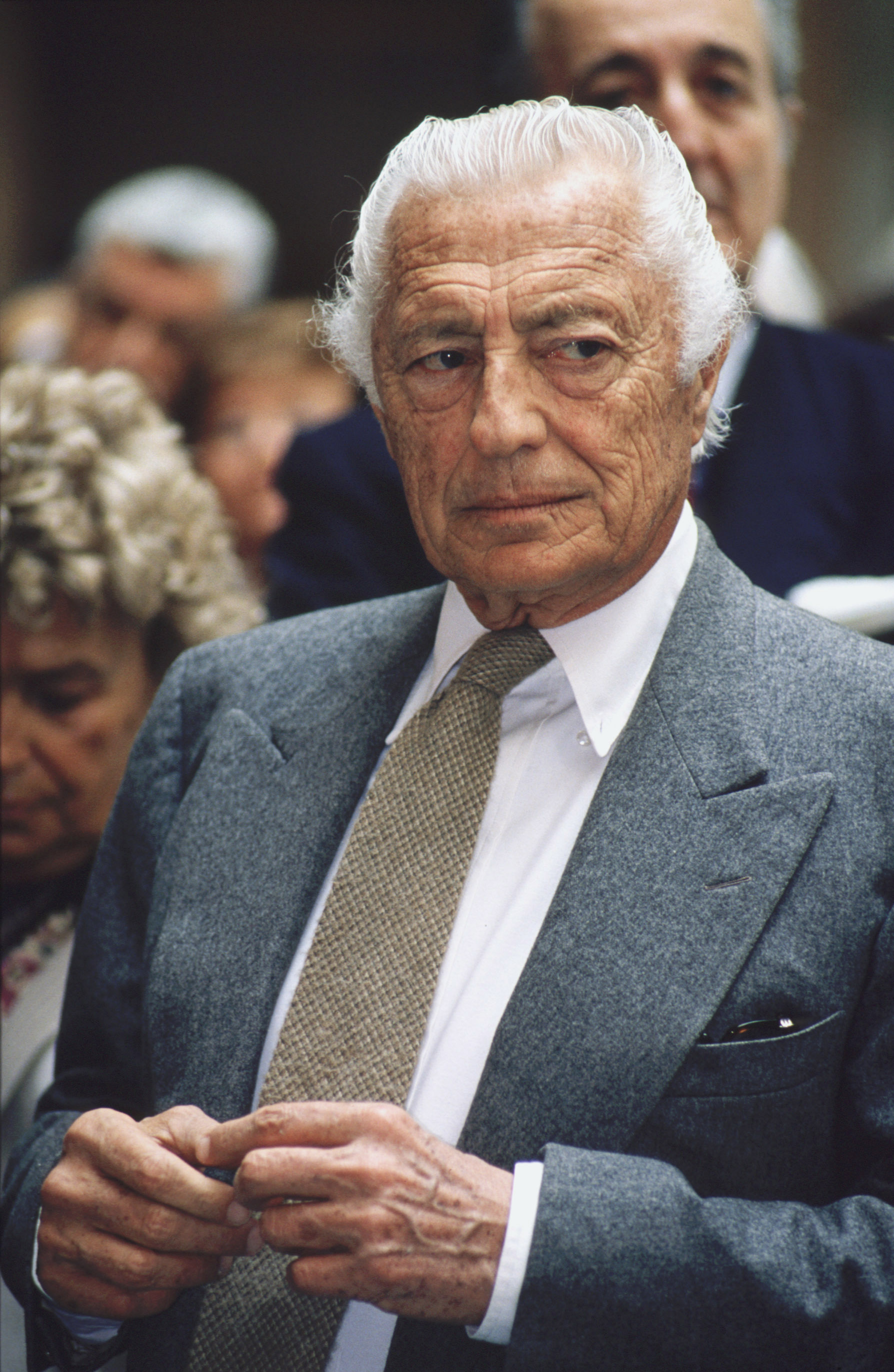
Gianni Agnelli (1986)

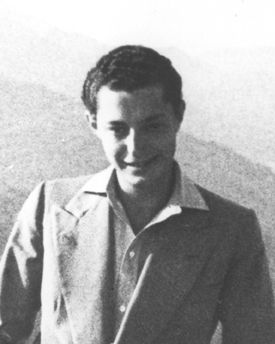
Agnelli in 1940

Giovanni Agnelli, beter bekend als Gianni Agnelli (Turijn, 12 maart 1921 — aldaar, 24 januari 2003) was een Italiaanse industrieel en een belangrijke aandeelhouder van FIAT.

## Levensloop
Giovanni Agnelli werd geboren op 12 maart 1921 in Turijn. Hij was de eerste zoon van Edoardo Agnelli en prinses Virginia Bourbon del Monte di San Faustino. Op zijn 14e jaar kwam zijn vader bij een vliegtuigongeval om het leven en zijn moeder overleed in 1945 na een auto-ongeluk.
In 1943 rondde hij zijn rechtenstudie af en meldde zich aan bij het Italiaanse leger. Hij werd luitenant en diende aan het oostfront in Rusland en in Noord-Afrika. Daar raakte hij gewond en werd daardoor uit dienst ontslagen. Na de wapenstilstand van Italië in september 1943 hielp hij de geallieerden de Wehrmacht uit zijn land te verdrijven.
Na de oorlog liet hij Vittorio Valletta het autobedrijf leiden. Giovanni werd een playboy. In 1952 was hij betrokken bij een zwaar auto-ongeluk in het zuiden van Frankrijk. Dit was voor hem een keerpunt. Een jaar later huwde hij Marella Caracciolo di Castagneto. Hij kreeg met haar twee kinderen, een dochter, Margherita Agnelli de Pahlen, en een zoon, Edoardo. Edoardo pleegde in 2000 zelfmoord.
In 1959 werd hij meer betrokken bij de zaken. Hij werd voorzitter van de investeringsmaatschappij van de familie, Istituto Finanziario Industriale en vier jaar later kwam hij in het bestuur bij FIAT. In 1966 volgde hij Valletta op.
Giovanni nam het roer over en FIAT was een machtige en zeer winstgevende onderneming met 130.000 medewerkers. In Italië had het een marktaandeel van 75% en na Volkswagen stond het in Europa op de tweede plaats en wereldwijd op nummer vijf met een jaarproductie van meer dan 1 miljoen voertuigen. Onder zijn leiderschap werd in 1970 de grote autofabriek Togliatti, op 1000 kilometer ten zuidoosten van Moskou, in de Sovjet-Unie geopend. Zijn voorganger had wel het meeste werk voor de fabriek verricht. In 1968 zwakte de omzetgroei af, maar de ambities bleven hoog. Giovanni streefde naar een derde plaats wereldwijd en zocht in 1968 samenwerking met de Franse producent Citroën. Gedurende vijf jaar tijd zijn gesprekken gevoerd, maar tot een conclusie kwam het niet.
In diezelfde periode was het Italiaanse marktaandeel gedaald van 75% naar 61% mede door de komst van een nieuwe autofabriek van Alfa Romeo bij Napels. FIAT leed ook onder de opkomst van Japanse automobielen op de Europese markt en hij was een voorstander om de importen te beperken. Tot slot werd er ook  flink gestaakt, minder auto’s werden geproduceerd waardoor in 1973 het bedrijf verlies leed en voor het eerst sinds de Tweede Wereldoorlog werd er geen dividend uitgekeerd. De eerste oliecrisis van 1973 verergerde deze situatie. Door diversificatie poogde het concern minder afhankelijk te worden van de automobielsector, maar de verliezen van het autobedrijf waren zo hoog dat dit geen haalbare kaart bleek te zijn.
In 1975 poogde Giovanni de relatie met de werknemers te verbeteren door de Scala mobile in te voeren, de lonen zouden de inflatie volgen. De rust in de fabrieken keerde maar gedeeltelijk terug en Giovanni zag in dat hij meer professionele bestuurders moest aantrekken. Carlo De Benedetti was zijn eerste keuze, maar deze hield het in 1976 minder dan 100 dagen vol. In 1976 waren de financiële problemen zo groot dat hij een aandelenbelang van 10% in FIAT verkocht aan de Libyan Arab Foreign Investment Company van Libië. Dit werd hem niet in dank afgenomen en een decennium later kocht hij de aandelen terug met een flinke winst voor Libië. In 1980 werd Cesare Romiti als topman van het bedrijf benoemd. Hij hield zich bezig met de dagelijkse gang van zaken en Giovanni en zijn broer Umberto trokken zich terug maar bleven toezichthouder en grootaandeelhouder.
Aan het begin van de jaren negentig waren de modellen van FIAT verouderd met tegenvallende verkopen tot gevolg. Herstel trad op, maar FIAT had meer kapitaal nodig dan de familie bereid was te geven. Om binnen- en buitenlandse investeerders aan te trekken moest de familie ook zeggenschap afstaan. Giovanni moest ook publiekelijk toegeven dat het bedrijf niet altijd goed had gehandeld, over een periode van 10 jaar had het bedrijf 35 miljoen dollar aan steekpenningen vergeven.
In maart 2000 werd een belangrijke overeenkomst gesloten met het Amerikaanse General Motors (GM). GM kreeg 20% van de aandelen FIAT en een optie om de rest te kopen. FIAT kreeg een aandelenbelang van 6% in GM, maar verkocht al snel de aandelen om aan geld te komen. In 2005 liep de samenwerking stuk en gingen beide onafhankelijk verder.
Hij overleed op 81-jarige leeftijd. Zijn vermogen werd op dat moment geschat op 2 miljard dollar. Zijn jongere broer Umberto nam zijn positie over in het bedrijf.

## Naslagwerk
- Alan Friedman, Agnelli en het netwerk van de Italiaanse macht, Uitgever: Anthos, 1988, ISBN 9060741927

- Bibsys: 33320
- Biblioteca Nacional de España: XX1026288
- Bibliothèque nationale de France: cb12131052q (data)
- Gemeinsame Normdatei: 118501011
- International Standard Name Identifier: 0000 0001 1675 0365
- Library of Congress Control Number: n50057586
- Nationale Bibliotheek van Tsjechië: jx20070926001
- Nationale bibliotheek van Australië: 35816606
- Nationale Bibliotheek van Israël: 987007441249805171
- Nederlandse Thesaurus van Auteursnamen: 073761478
- RKD-Nederlands Instituut voor Kunstgeschiedenis: 374352
- Istituto Centrale per il Catalogo Unico: MILV051125
- LIBRIS: 265375
- Système universitaire de documentation: 029755077
- Trove: 1100718
- Union List of Artist Names: 500445606
- Virtual International Authority File: 76350953
- WorldCat: E39PBJqk7RvwDfpFTTJBfxjcT3